# Oposszumegér
Az oposszumegér, vagy más néven tollfarkú repülőerszényes (Acrobates pygmaeus) az emlősök (Mammalia) osztályába, azon belül az erszényesek (Marsupialia) alosztályágába és a Diprotodontia rendbe tartozó  tollfarkú erszényesek (Acrobatidae) családjába tartozó Acrobates nem egyetlen faja.

## Megjelenése
Testhossza 6,5-8 centiméter, farokhossza 7-8 centiméter, testtömege 10-14 gramm.
Hátoldala szürkésbarna színű, hasoldalán fehéres, bársonyos bunda van.
Ausztrália egyetlen más emlősfaja sem rendelkezik hasonló, két sorban szőrözött farokkal, melynek szerepe a siklás közben a kormányozás és a fékezés.
Könyöke és térde között feszül a vitorla, mely sokkal keskenyebb, de vastagabb, mint a többi siklórepülésre képes fajé.

## Elterjedése
Ausztrália keleti partjai mentén, a York-félsziget északi csücskétől Délkelet-Ausztráliáig fordul elő.
A keleti part esőben gazdag eukaliptusz erdeiben és egyéb erdős vidékeken él.

## Életmódja
Ausztrália legkisebb siklórepülésre képes erszényes emlőse. Éjjel aktív faj. Fürge mozgással halad a fatörzseken és még erős szél esetén is biztosan ugrál a lombkoronában. Mivel sok ellensége van a legkisebb zavarás hatására is azonnal ugrik és siklik, gyakran egészen a talajig. Onnan rögtön felmászik egy másik fa lombkoronájába.
Nektárral, cukortartalmú növényi nedvekkel és kis rovarokkal táplálkozik.
Társas állat, egy fészekben 16, egy nagyobb virágzó fán pedig akár 40 egyed is összegyűlhet.
Nappali pihenője idejére fészket készít eukaliptusz levelekből faodvakba.

## Szaporodása
A nőstény egyedek már nyolc hónapos korukban ivarérettek, míg a hímek csak 12-18 hónaposan lesznek azok.
Egy ellés alkalmával kettő-négy utód születik. életük első két hónapjukat anyjuk erszényében töltik és utána további egy hónapig élnek még anyjukkal közös fészekben.
A legidősebb fogságban tartott egyed hét évig élt, de a szabad természetben valószínűleg jóval kevesebb ideig élnek az egyedek.

## Természetvédelmi helyzete
Eléggé kultúrakövető és alkalmazkodó faj. Gyakran kertekben is előfordul, de mivel szigorúan éjszakai életmódú faj, nagyon ritkán kerül közvetlen kapcsolatba az emberrel.

## Fordítás
- Ez a szócikk részben vagy egészben  a   Zwerggleitbeutler (Art) című német Wikipédia-szócikk fordításán alapul.  Az eredeti cikk szerkesztőit annak laptörténete sorolja fel. Ez a jelzés csupán a megfogalmazás eredetét és a szerzői jogokat jelzi, nem szolgál a cikkben szereplő információk forrásmegjelöléseként.